# التلفزيون السوفيتي المركزي
التلفزيون السوفيتي المركزي أو التلفزيون المركزي للاتحاد السوفيتي (بالروسية: Центральное телевидение СССР) يقصد من هذا المصطلح، بالمعنى الواسع: جميع تلفزيونات الاتحاد السوفيتي التي تبث من موسكو، ويقصد منه، بالمعنى الضيق: إدارة البرامج ومكتب التحرير لراديو وتلفزيون الدولة للاتحاد السوفيتي (بالروسية: программная дирекция и тематические главные редакции Гостелерадио СССР). والتي تقوم بإنتاج البرامج التلفزيونية.